# Nils-Georg Asp
Nils-Georg Asp, född 12 september 1944 i Svedala, död 1 juni 2012 i Lund, var en svensk professor i industriell näringslära och livsmedelskemi vid Lunds universitet.
Efter att Asp blev legitimerad läkare och docent i medicinsk och fysiologisk kemi bedrev han från och med 1972 forskning vid avdelningen för industriell näringslära vid Kemicentrum, Lunds universitet. 1980 blev han professor i livsmedelskemi, och tog 1988 över professuren i industriell näringslära efter professor Arne Dahlqvist.
Asp var även VD för SNF Swedish Nutrition Foundation 1990-2009 och redaktör för tidskrifterna Scandinavian Journal of Food and Nutrition 2006-2007 och Food & Nutrition Research (2008-2011). 